# Supersunnyspeedgraphic, the LP
Supersunnyspeedgraphic, the LP är ett samlingsalbum av den amerikanska pianorockaren Ben Folds, släppt den 24 oktober 2006.
Albumet är uppkallat efter tre EP-skivor som Folds gav ut 2003 och 2004 och som bara kunde köpas via internet. Låtarna på albumet kommer till största delen från dessa EP-skivor, men har mixats om. Från Speed Graphic hämtades In Between Days och Dog, från Sunny 16 hämtades There's Always Someone Cooler Than You, Learn to Live with What You Are, All U Can Eat och Songs of Love och från Super D hämtades Get Your Hands off My Woman, Adelaide och Rent a Cop. Dessutom finns på albumet några andra låtar som Folds släppt i samband med eller efter hans senaste studioalbum Songs for Silverman, nämligen Bitches Ain't Shit, som släpptes som singel, Bruised, som släpptes på EP-skivan The Bens av The Bens (Folds, Ben Kweller och Ben Lee) och Still, som fanns med på soundtracket till filmen På andra sidan häcken.
Fyra av låtarna är covers, In Between Days av The Cure, Songs of Love av The Divine Comedy, Bitches Ain't Shit av Dr. Dre och Get Your Hands off My Woman av The Darkness.

## Låtlista
| Nr  | Titel                                           | Längd | Kompositör                                  |
| --- | ----------------------------------------------- | ----- | ------------------------------------------- |
| 1.  | In Between Days                                 | 2:54  | Smith                                       |
| 2.  | All U Can Eat                                   | 3:04  | Folds                                       |
| 3.  | Songs of Love                                   | 3:37  | Hannon                                      |
| 4.  | There's Always Someone Cooler Than You          | 4:11  | Folds                                       |
| 5.  | Learn to Live with What You Are                 | 4:27  | Folds                                       |
| 6.  | Bitches Ain't Shit                              | 4:10  | Broadus, Brown, Young, Arnaud, Curry, Wolfe |
| 7.  | Adelaide                                        | 3:12  | Folds                                       |
| 8.  | Rent a Cop                                      | 5:08  | Folds                                       |
| 9.  | Get Your Hands off My Woman (featuring Corn Mo) | 3:35  | Graham, Hawkins, Hawkins, Poullain          |
| 10. | Bruised                                         | 4:34  | The Bens                                    |
| 11. | Dog                                             | 4:27  | Folds, Olson                                |
| 12. | Still                                           | 7:46  | Folds                                       |

## Medverkande
- Ben Folds - Piano, spikpiano, synthesizers, wurlitzer, elbas, akustisk gitarr, trummor, slagverk, sång
- Jim Bogios - Trummor
- Paul Buckmaster - Stråkarrangemang
- Corn Mo - Sång
- Joe Costa - Bakgrundssång
- Lindsay Jamieson - Trummor, sång, bakgrundssång
- Ben Kweller - Elbas, trummor, bakgrundssång
- Ben Lee - Gitarr, bakgrundssång
- John Mark Painter - Elbas, akustisk gitarr, stylophone, saxofoner, trombon, trumpet, stråkarrangemang, bakgrundssång
- Jared Reynolds - Elbas, sång

## Listplaceringar
- - 114[1]